# Burgruine Pittersberg
Die Burgruine Pittersberg ist die Ruine einer Felsenburg auf einem isolierten Felskegel an der Südseite des Gailbergsattels im Nordwesten des Ortes Laas in der Marktgemeinde Kötschach-Mauthen.

## Geschichte
Die Burg war urkundlich im Jahre 1252 im Besitz der Grafschaft Görz. Mit dem Friede von Pusarnitz gelangt die Burg in den Besitz der Habsburger, welche die Anlage an Pfleger verliehen. Die Burg war Sitz eines Landgerichtes, war jedoch schon in der Mitte des 17. Jahrhunderts eine Ruine. Reste eines vermutlich bereits romanischen Bergfrieds, Teile einer Zwingermauer und eine kreisförmige Zisterne sind noch vorhanden.